# ダニーロ・アパレシド・ダ・シウヴァ
ダニーロ・シウヴァ（Danilo Silva）ことダニーロ・アパレシド・ダ・シウヴァ（ポルトガル語: Danilo Aparecido da Silva、1986年11月24日 - ）は、ブラジルの元サッカー選手。現役時代のポジションはDF。

## クラブ歴
2005年にメトロスターズで選手となった。2006年にグアラニFCに移籍、2007年にサンパウロFCに期限付き移籍した。
2008年にSCインテルナシオナルに完全移籍。2010年にウクライナ・プレミアリーグのFCディナモ・キーウが、インテルナシオナルから彼の所有権の50%、第三者が持っていた残りの50%を併せて986万7760レアルで買い取り完全移籍。2017年にインテルナシオナルに復帰した。

## 代表歴
ウクライナ代表監督のミハイロ・フォメンコが彼の帰化の可能性について言及した。彼自身も要請があればこれを受入れる事を示唆していた。

## タイトル
サンパウロ
- カンピオナート・ブラジレイロ・セリエA: 2007

インテルナシオナル
- カンピオナート・ガウショ: 2009
- スルガ銀行チャンピオンシップ: 2009

ディナモ・キエフ
- ウクライナ・プレミアリーグ: 2014-15, 2015-16
- ウクライナ・カップ: 2013-14, 2014-15
- ウクライナ・スーパーカップ: 2011, 2016

ロサンゼルスFC
- サポーターズ・シールド: 2019